# Bo Linde
Anders Bo Leif Linde (født 1. januar 1933 i Gävle, Sverige, død 2. oktober 1970) var en svensk komponist, pianist, dirigent, lærer og musikkritiker.
Linde studerede komposition og klaver på Det Kongelige Musikkonservatorium i Stockholm hos bl.a. Lars-Erik Larsson, og direktion i Wien. Han skrev tre symfonier, orkesterværker, kammermusik, koncertmusik, korværker, sange etc. Linde underviste i musikteori på Stockholms Kommuneskole, og var musikkritiker og freelancekomponist i Gävle til sin tidlige død i 1970. Han er mest kendt for sine orkesterværker og koncerter, især hans violinkoncert fra 1957.

## Udvalgte værker
- Symfoni nr. 1 "Symfoni fantasia" (1951) - for orkester
- Symfoni nr. 2 (1960) - for orkester
- Symfoni nr. 3 (1970) (ufuldendt) - for orkester
- Koncert (1961-1962) - for orkester
- Violinkoncert (1957) - for violin og orkester
- Klaverkoncert (i E-dur) (1950-1951) - for klaver og orkester
- Klaverkoncert nr. 1 (1954) - for klaver og orkester
- Klaverkoncert nr. 2 (1956) - for klaver og orkester
- Cellokoncert (1964-1965) - for cello og orkester